# Accademia Doemens
L'accademia Doemens è un istituto di formazione per professionisti del settore alimentare, situato a Gräfelfing, nel circondario di Monaco di Baviera.

## Storia
L'accademia è stata fondata nel 1895 dal dottor Albert Doemens, con lo scopo di fornire formazione e competenze nel campo della produzione della birra. Nel 2004 è stata aperta una sede anche in Italia, a Santarcangelo di Romagna.  Nel 2000 l'accademia ha istituito il "World Brewing Academy" con l'istituto Siebel di Chicago.

## Programma di studio
L'accademia svolge principalmente attività di formazione nel campo della produzione di birra, bevande e alimenti, oltre a seminari sulla tecnologia alimentare in diverse lingue anche a distanza.